# الحكمية (المالكية)
الحكمية قرية سورية صغيرة تتبع ناحية مركز المالكية في منطقة المالكية التابعة لمحافظة الحسكة في أقصى شمال شرق سورية. تقع على بعد 7 كم شرق  مدينة المالكية و9 كم غرب نهر دجلة. يوجد فيها: سد سطحي لتخزين المياه يحجز خلفه بحيرة صغيرة .